# Ice on Fire
Ice on Fire é o décimo nono álbum de estúdio do cantor e compositor britânico Elton John, gravado no Sol Studios e lançado em 1985.
Foi o primeiro álbum desde Blue Moves produzido por Gus Dudgeon. O álbum conta com a participação de George Michael nas faixas, "Nikita" e "Wrap Her Up".
Apesar da vendagem medíocre, ambas as faixas chegaram ao Top 20 hits.
Roger Meddows-Taylor e John Deacon, do Queen, tocaram bateria e baixo, respectivamente, na faixa "Too Young"
De "Ice on Fire", a canção "Nikita" fez parte da trilha sonora internacional do remake de "Selva de Pedra" de 1986, exibido pela TV Globo.

## Faixas
Todas as faixas compostas por Elton John e Bernie Taupin, exceto onde anotadas.
1. "This Town" – 3:55
2. "Cry to Heaven" – 4:15
3. "Soul Glove" – 3:31
4. "Nikita" – 5:43
5. "Too Young" – 5:13
6. "Wrap Her Up" – 6:21 (Elton John, Davey Johnstone, Fred Mandel, Charlie Morgan, Bernie Taupin, Paul Westwood)
7. "Satellite" – 4:37
8. "Tell Me What the Papers Say" – 3:40
9. "Candy by the Pound" – 3:56
10. "Shoot Down the Moon" – 5:00

## Músicos
- Elton John - piano, teclados e vocal
- Dee Murray - baixo, vocal de apoio
- Davey Johnstone - guitarra e vocal de apoio
- Roger Taylor - bateria em "Too Young"
- John Deacon - baixo
- Nigel Olsson - bateria

1. ↑  Xavier, Nilson. «Selva de Pedra (1986)». Teledramaturgia. Consultado em 26 de julho de 2022